# Dinesh Gunawardena
Dinesh Chandra Rupasinghe Gunawardena (in singalese දිනේෂ් ගුණවර්ධන; in tamil தினேஷ் குணவர்தன; Colombo, 2 marzo 1949) è un politico singalese, primo ministro dello Sri Lanka dal 22 luglio 2022 al 24 settembre 2024.

## Biografia
Nato il 2 marzo 1949 a Colombo, è il figlio di Philip Gunawardena e di Kusumasiri Gunawardena (nata Amarasinghe).
È stato membro del parlamento, ministro di gabinetto e Leader della Camera nel parlamento dello Sri Lanka. È il leader del partito di sinistra Mahajana Eksath Peramuna (MEP) dal 1983.